# Rampillon
Rampillon és un municipi francès, situat al departament de Sena i Marne i a la regió de Illa de França. L'any 2007 tenia 774 habitants.
Forma part del cantó de Nangis, del districte de Provins i de la Comunitat de comunes de la Brie Nangissienne.

## Demografia

### Població
El 2007 la població de fet de Rampillon era de 774 persones. Hi havia 271 famílies, de les quals 44 eren unipersonals (20 homes vivint sols i 24 dones vivint soles), 85 parelles sense fills, 130 parelles amb fills i 12 famílies monoparentals amb fills.
La població ha evolucionat segons el següent gràfic:
Habitants censats

### Habitatges
El 2007 hi havia 314 habitatges, 272 eren l'habitatge principal de la família, 21 eren segones residències i 20 estaven desocupats. 308 eren cases i 6 eren apartaments. Dels 272 habitatges principals, 244 estaven ocupats pels seus propietaris, 24 estaven llogats i ocupats pels llogaters i 4 estaven cedits a títol gratuït; 7 tenien dues cambres, 31 en tenien tres, 74 en tenien quatre i 160 en tenien cinc o més. 216 habitatges disposaven pel capbaix d'una plaça de pàrquing. A 114 habitatges hi havia un automòbil i a 152 n'hi havia dos o més.

### Piràmide de població
La piràmide de població per edats i sexe el 2009 era:
| Homes | Edats   | Dones |
| ----- | ------- | ----- |
| 0     | 95 o +  | 0     |
| 0     | 90 a 94 | 4     |
| 0     | 85 a 89 | 4     |
| 0     | 80 a 84 | 8     |
| 4     | 75 a 79 | 4     |
| 4     | 70 a 74 | 16    |
| 16    | 65 a 69 | 16    |
| 12    | 60 a 64 | 16    |
| 24    | 55 a 59 | 12    |
| 16    | 50 a 54 | 24    |
| 28    | 45 a 49 | 8     |
| 24    | 40 a 44 | 24    |
| 32    | 35 a 39 | 16    |
| 24    | 30 a 34 | 32    |
| 16    | 25 a 29 | 20    |
| 24    | 20 a 24 | 4     |
| 8     | 15 a 19 | 24    |
| 40    | 10 a 14 | 12    |
| 20    | 5 a 9   | 16    |
| 16    | 0 a 4   | 12    |

## Economia
El 2007 la població en edat de treballar era de 515 persones, 378 eren actives i 137 eren inactives. De les 378 persones actives 353 estaven ocupades (195 homes i 158 dones) i 24 estaven aturades (7 homes i 17 dones). De les 137 persones inactives 38 estaven jubilades, 59 estaven estudiant i 40 estaven classificades com a «altres inactius».

### Ingressos
El 2009 a Rampillon hi havia 270 unitats fiscals que integraven 806 persones, la mediana anual d'ingressos fiscals per persona era de 20.532 €.

### Activitats econòmiques
Dels 22 establiments que hi havia el 2007, 1 era d'una empresa de fabricació d'altres productes industrials, 7 d'empreses de construcció, 5 d'empreses de comerç i reparació d'automòbils, 1 d'una empresa d'hostatgeria i restauració, 1 d'una empresa d'informació i comunicació, 1 d'una empresa financera, 3 d'empreses immobiliàries i 3 d'empreses de serveis.
Dels 10 establiments de servei als particulars que hi havia el 2009, 1 era un taller de reparació d'automòbils i de material agrícola, 4 paletes, 1 fusteria, 1 lampisteria, 1 restaurant i 2 agències immobiliàries.
L'any 2000 a Rampillon hi havia 15 explotacions agrícoles que ocupaven un total de 2.160 hectàrees.

## Equipaments sanitaris i escolars
El 2009 hi havia una escola elemental integrada dins d'un grup escolar amb les comunes properes formant una escola dispersa.

## Poblacions més properes
El següent diagrama mostra les poblacions més properes.